# Germershausen
Germershausen ist ein Ortsteil der Gemeinde Rollshausen im Landkreis Göttingen in Niedersachsen. Das Dorf ist vor allem als Marienwallfahrtsort bekannt.

## Geographie

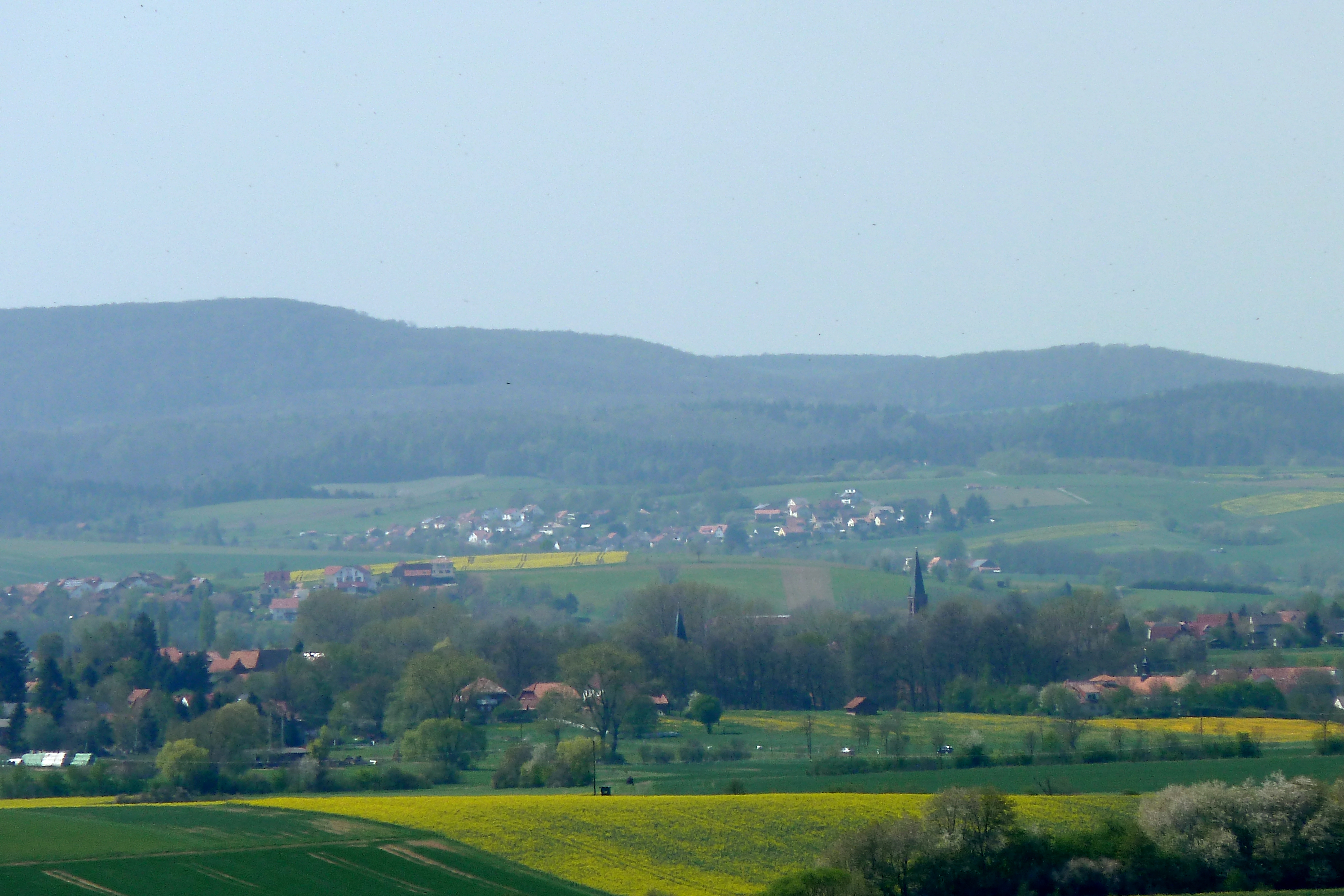
Blick über Germershausen (im Vordergrund links) bis zum nördlichen Göttinger Wald

Germershausen gehört zum Untereichsfeld. Der Ort liegt in der Goldenen Mark etwa 16 km östlich von Göttingen und 7 km nordwestlich von Duderstadt. Germershausen und der etwa 2 km entfernt liegende Nachbarort Rollshausen bilden zusammen die Gemeinde Rollshausen. Weitere Nachbarorte sind Bernshausen im Westen und Seulingen im Südwesten.
Höchste Erhebung in der Gemarkung ist der Rote Berg (206,8 m) südlich des Ortes. Durch Germershausen fließt die Suhle, in welche am nördlichen Ortsrand die Aue mündet.

## Geschichte
Germershausen wurde 1013 erstmals urkundlich erwähnt. Dabei stammt die Erwähnung aus einer Urkunde König Heinrichs II., die sich jedoch als Fälschung herausgestellt hat. Germershausen ist in dieser Urkunde als eine der ältesten Besitzungen des Hildesheimer Michaelisklosters vermerkt. Seinen Namen verdankt Germershausen dem ersten Ansiedler Gerimar (d. h. speerberühmt), wobei auch Nennungen zu finden sind, welche die Bezeichnung Hausung des Gerward/Germar tragen. Neben dem Michaeliskloster hatten noch die Edelherren von Plesse, die Landgrafen von Hessen, die von Hagen, die von Wintzingerode sowie das Kloster Lippoldsberg Landbesitz in Germershausen.
Im frühen Mittelalter sollen hier die Engern gewohnt haben. Sie gehörten zu den Sachsen, die östlich der Weser und zu beiden Seiten der Leine siedelten. In der Karolingerzeit bestand hier der große Lisgau (Einzugsbereich: Rhume mit Nebenflüssen). Seit dem 9. Jahrhundert erscheinen die sächsischen Herzöge und Braunschweiger Fürsten als Herren dieser Gegend, 1324 kamen die Goldene Mark um Duderstadt und das Amt Gieboldehausen teilweise und seit 1342 ganz zum Kurfürstentum Mainz.
Der Ort gehörte zu den fünf Kespeldörfern der Stadt Duderstadt. Ihr war der Ort zu Abgaben verpflichtet, bevor der Kurfürst Albrecht von Mainz Germershausen 1525 der Gerichtsbarkeit des Amtes Gieboldehausen unterstellte. Dieses geschah durch die Unterstützung des Dorfes im Bauernkrieg. Zwar wurde den Bauern der Zutritt in den Ort versperrt, doch schloss die Bürgerschaft einen „Bund“ mit ihnen und verpflichtete sich damit zu Abgabezahlungen. Auf diese Weise verschafften sich die Einwohner Luft und die Bauern mieden den Ort. Erst nach der Niederlage des Bauernheeres bei Frankenhausen am 15. Mai 1525 beauftragte der Landesherr Kardinal Albrecht von Mainz den Herzog Heinrich den Jüngeren, Duderstadt für sein Verhalten im Bauernkrieg zu bestrafen. Die Folge war unter anderem der Entzug von fünf Kespeldörfern aus der Hoheit Duderstadts. Dennoch standen Duderstadt noch Abgaben und Dienste aus den Dörfern zu. Während des Dreißigjährigen Krieges hatte Germershausen schwer zu leiden. Die Einwohnerzahl sank bis 1648 auf lediglich 50 bis 60 Personen.
Vor dem Krieg wurde auf einer Wiese am Ortsrand eine Marienkapelle errichtet, die eine Muttergottesstatue aus dem 15. Jahrhundert enthielt. Im Zuge der Gegenreformation baute man, auf Initiative des erzbischöflichen Kommissarius Herwig Böning, die Kapelle zu einer Marienwallfahrtsstätte um. Auf sein Bestreben geht auch der Bau einer Wallfahrtskirche 1710 zurück, die jedoch zusammen mit der Gnadenkapelle aufgrund von Überschwemmungsschäden 1887 abgebrochen wurde. Das Gnadenbild Maria in der Wiese der einstigen Kapelle befindet sich in der 1889 neu errichteten Kirche Mariä Verkündigung. Sie ist auch das Ziel mehrerer Wallfahrten im Jahr.
Unter dem Hildesheimer Bischof Eduard Jakob Wedekin erfolgte die Gründung des Augustinerklosters Germershausen zur
seelsorgerischen Betreuung der Wallfahrer. Die Augustiner betrieben von 1905 bis 1970 vor Ort eine Klosterschule mit Internat, dessen Räume seit 1972 von der katholischen Bildungsstätte St. Martin genutzt wurden. 2019 wurde das Kloster geschlossen. Zum Ende des Jahres 2020 wurde auf Beschluss des Bistums Hildesheim auch der Betrieb der Bildungsstätte eingestellt.
Seit dem 1. Januar 1973 gehört Germershausen als Ortsteil zur Gemeinde Rollshausen und damit auch zur Samtgemeinde Gieboldehausen.

## Kirche Mariä Verkündigung

### Geschichte

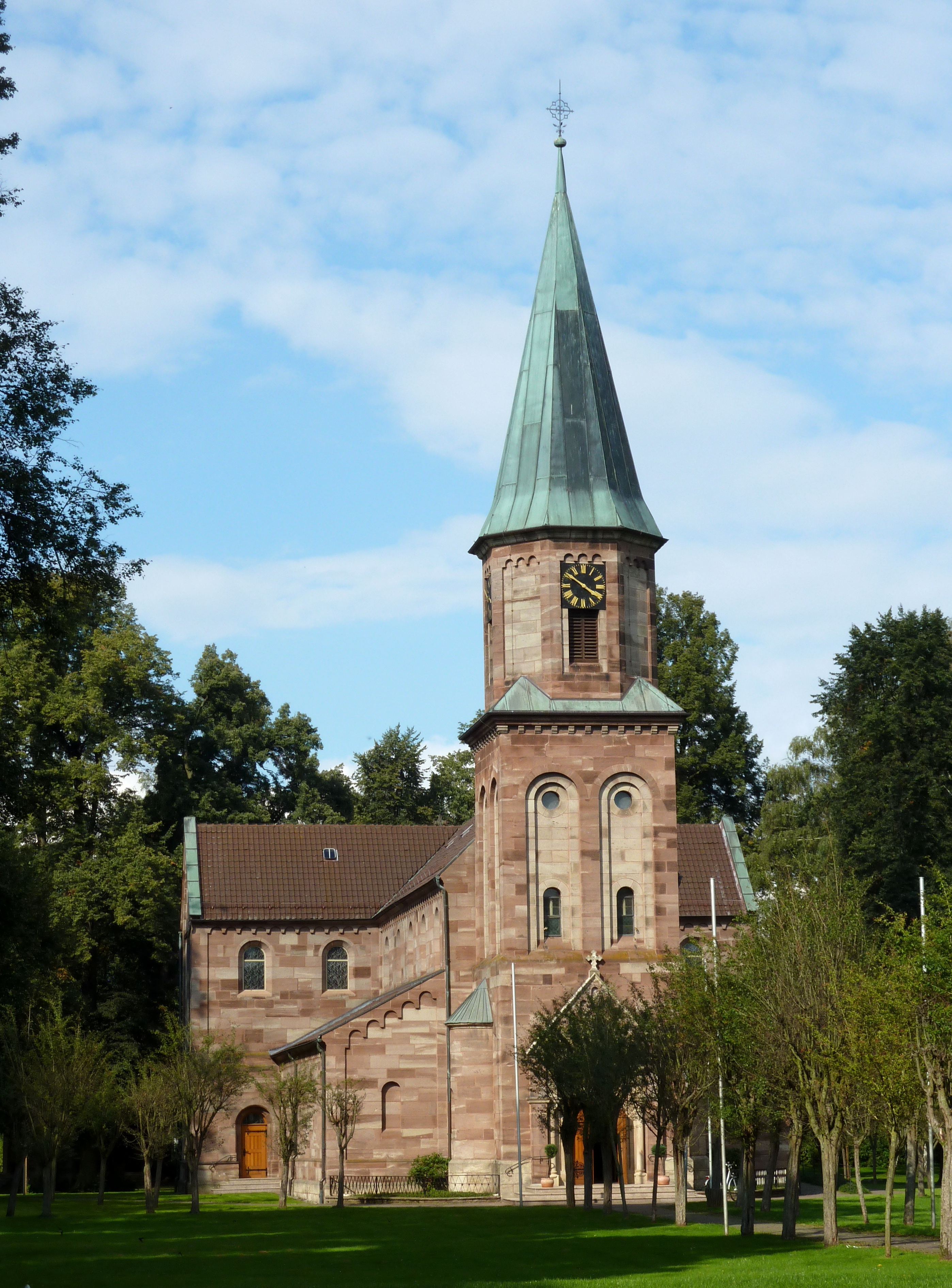
Wallfahrtskirche Mariä Verkündigung

Die Wallfahrtskirche Mariä Verkündigung wurde erbaut, nachdem 1886 ein großes Hochwasser ihren barocken Vorgängerbau aus dem Jahr 1710 und die noch ältere Gnadenkapelle zum Einsturz gebracht hatte. Im August 1887 wurde die Grundsteinlegung gefeiert, und am 27. Juli 1889 erfolgte durch Bischof Daniel Wilhelm Sommerwerck ihre Konsekration. Die Kirche wurde nach Plänen des Hildesheimer Domdechanten Anton Paasch auf einem Wiesengrundstück errichtet.
Seit dem 1. November 2014 gehört die Kirche zur Pfarrei St. Johannes der Täufer in Seulingen.

### Architektur
Die Kirche ist eine neuromanische dreischiffige, durch Blendbögen und Lisenen gegliederte Basilika aus Buntsandstein. Die Apsis ist in einer halbrunden Form gehalten und der Innenraum der Kirche flachgedeckt. Hier findet man eine eher schlichte Ausstattung vor und einen hellen Anstrich, welcher der Kirche einen nüchternen Eindruck verleiht. Seit 1958 besteht der heutige Freialtar.

### Gnadenbild
Das 72 cm hohe Gnadenbild Maria in der Wiese befindet sich in einem Seitenschiff und stellt die thronende Muttergottes mit Kind dar. Es stammt aus dem Jahre 1450 und wurde vermutlich für Wallfahrtszwecke zu einer Pietà umgearbeitet.

### Orgel

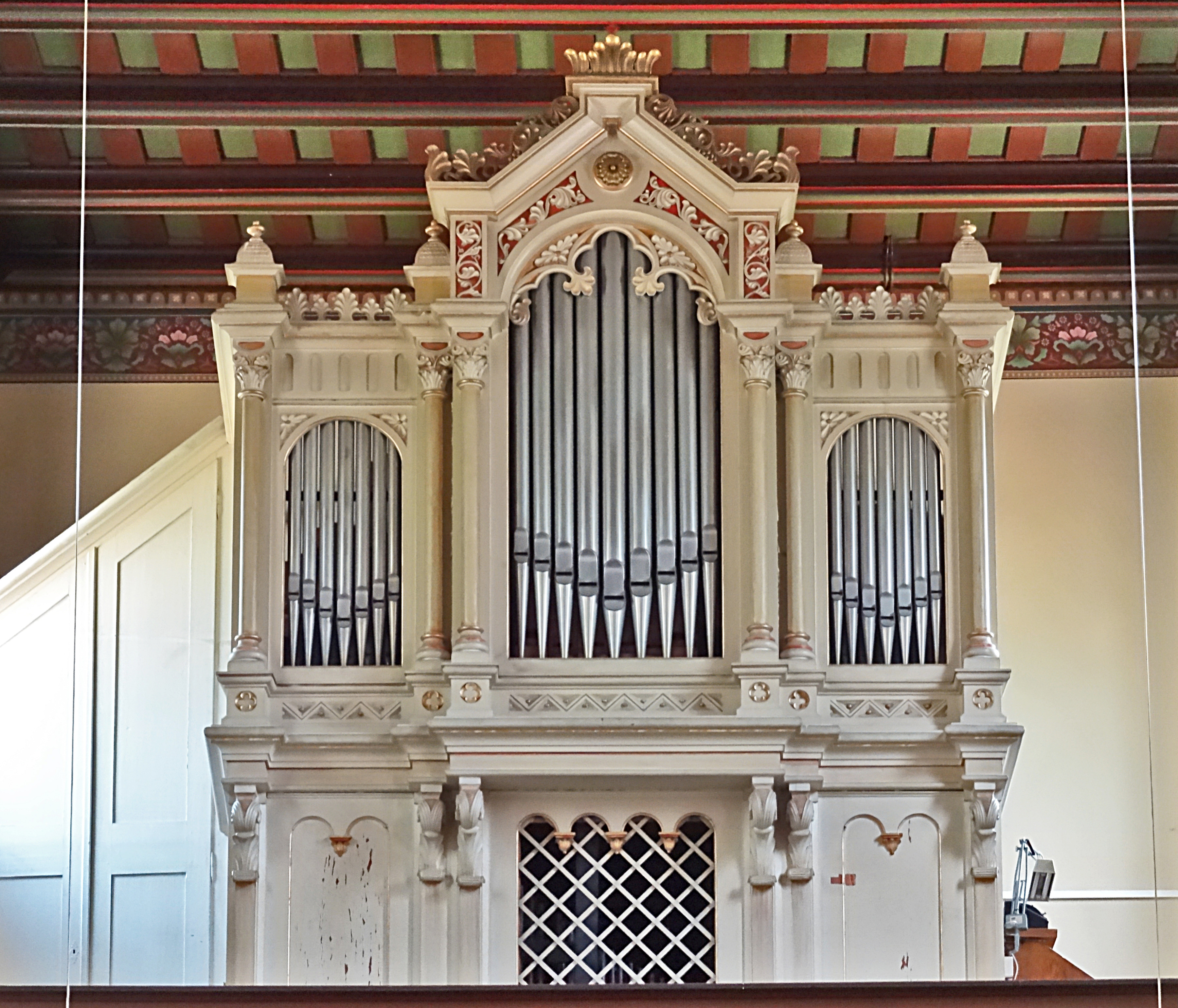
Die Orgel der Germershäuser Wallfahrtskirche

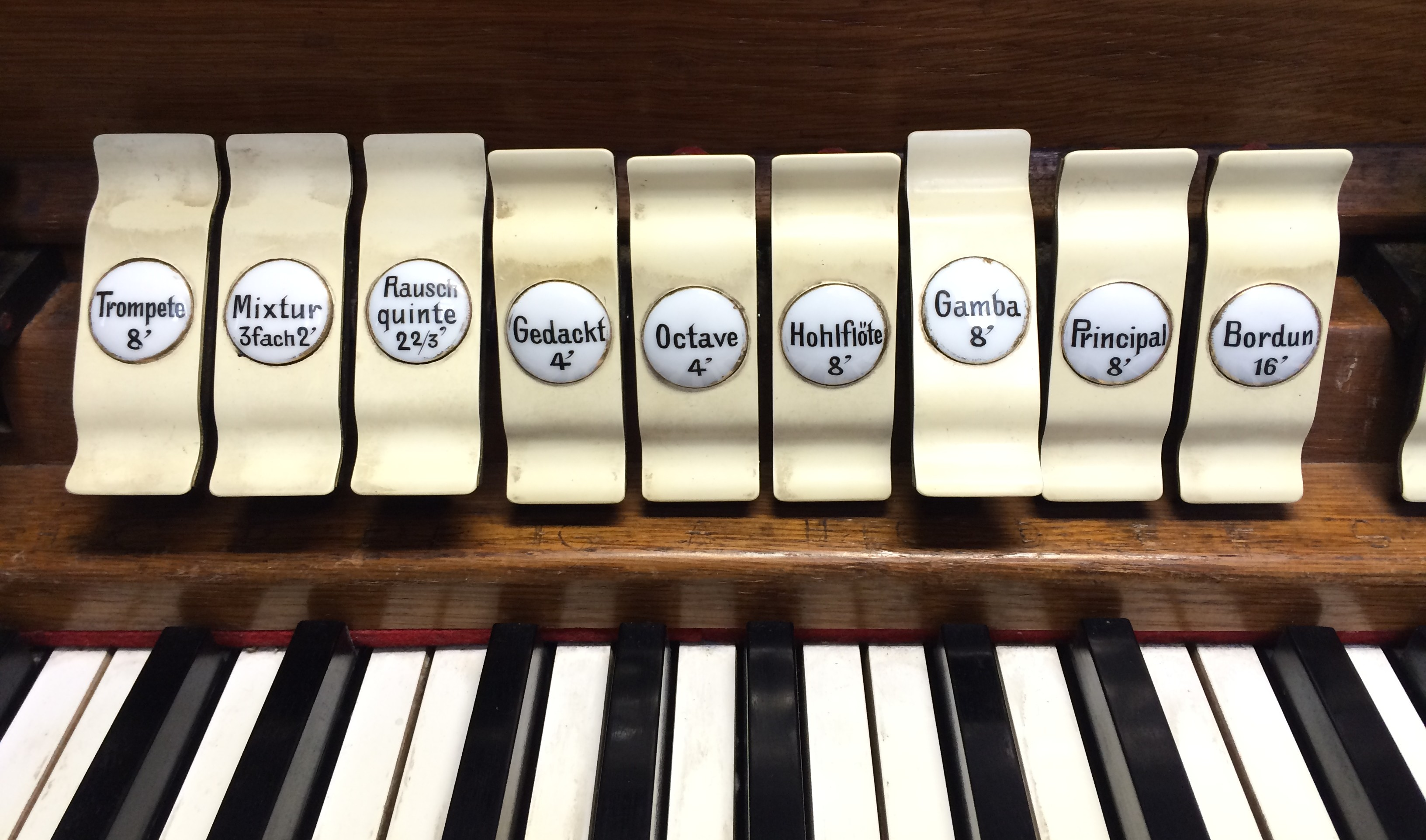
Registerwippen des Hauptwerks

Die Orgel wurde 1910 von Louis Krell gebaut und hat folgende Disposition:
| I Hauptwerk C–f3 |       |
| Bordun           | 16′   |
| Principal        | 8′    |
| Hohlflöte        | 8′    |
| Gamba            | 8′    |
| Octave           | 4′    |
| Gedackt          | 4′    |
| Rauschquinte     | 2 ⁄3′ |
| Mixtur III       | 2′    |
| Trompete         | 8′    |

| II Unterwerk C–f3 |    |
| Lieblich Gedackt  | 8′ |
| Gemshorn          | 8′ |
| Aeoline           | 8′ |
| Vox coelestis     | 8′ |
| Traversflöte      | 4′ |
| Clarinette        | 8′ |

| Pedal C–d1 |     |
| Subbass    | 16′ |
| Violon     | 16′ |
| Octavbass  | 8′  |
| Cello      | 8′  |
| Posaune    | 16′ |

- Koppeln: II/I, I/P, II/P
- Superoctavkoppel: II/I
- 3 feste Kombinationen (Tutti, Mezzoforte, Piano)
- Röhrenpneumatische Spiel- und Registertraktur
- Calcant

## Wallfahrt

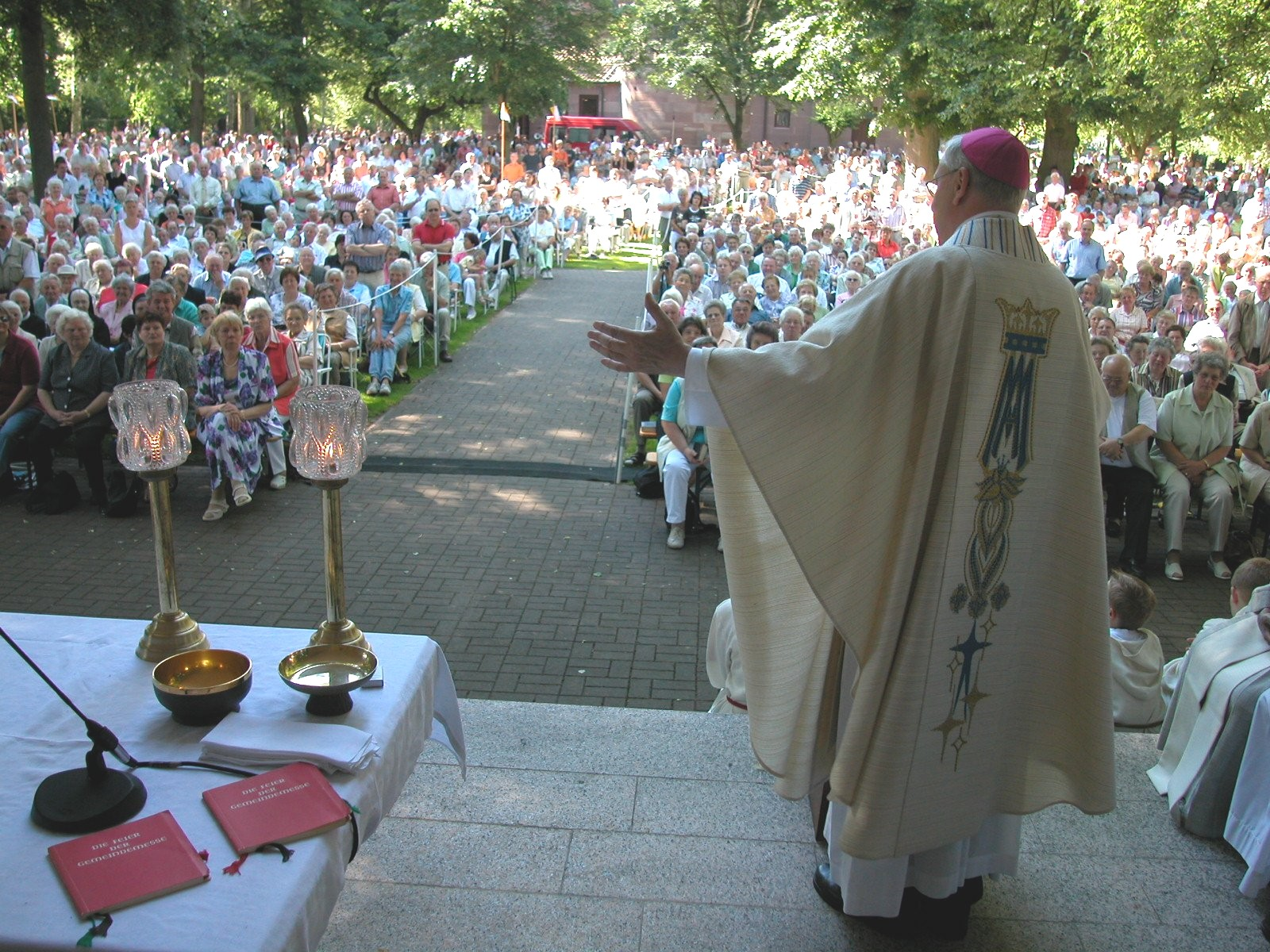
Germershäuser Wallfahrt 2006 mit Bischof Norbert Trelle

### Die Große Wallfahrt

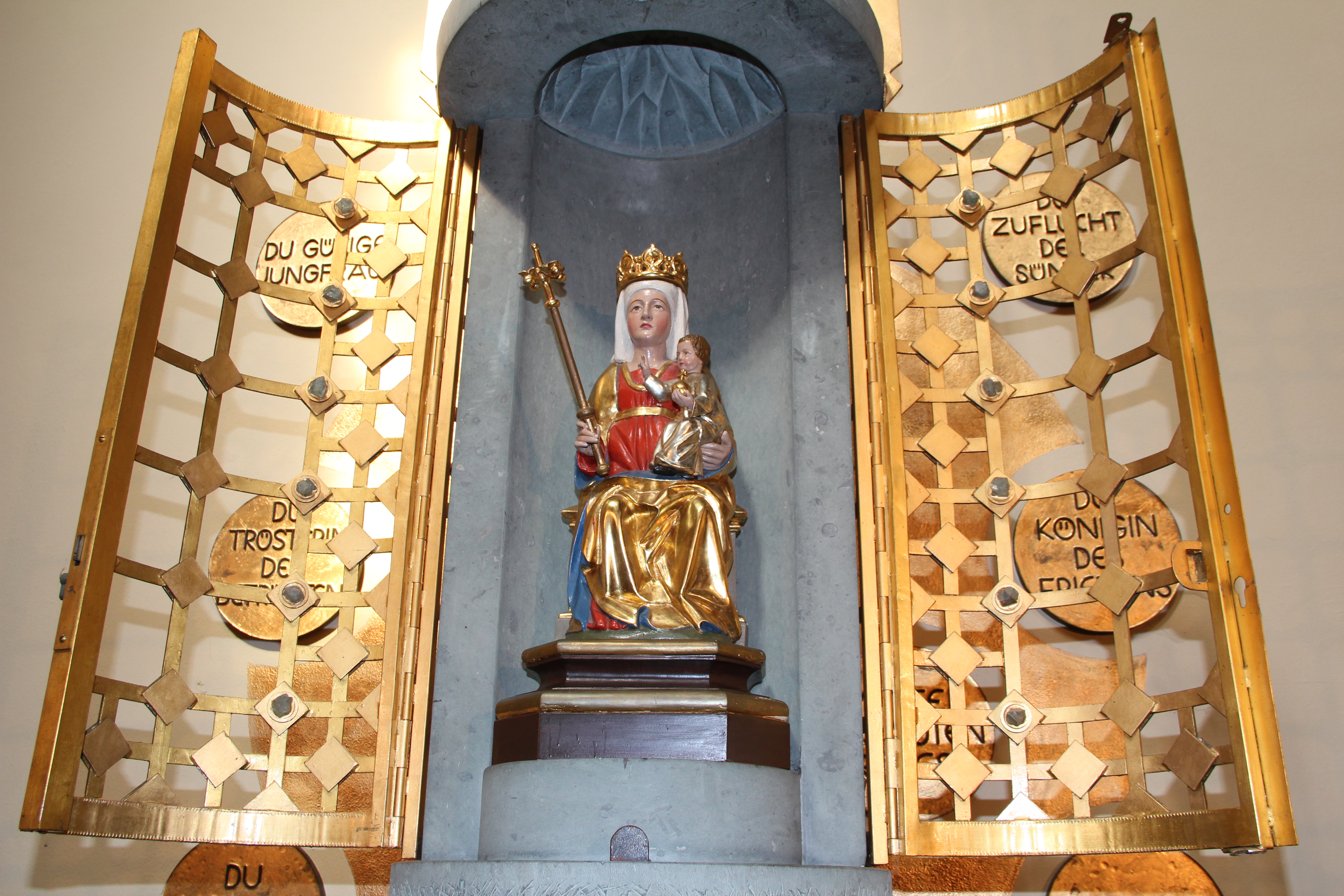
Gnadenbild in der Wallfahrtskirche Germershausen

Die Große Wallfahrt findet jährlich am 1. Sonntag im Juli statt. Dann strömen jeweils tausende Wallfahrer aus allen Himmelsrichtungen „in der Wiese“, dem parkähnlichen Platz um die Wallfahrtskirche, an einem Freialtar zusammen. Betreut wurde die Germershäuser Marienwallfahrt lange von den Augustinern, die von 1864 bis 2019 in dem kleinen Ort des Untereichsfeldes mit dem Augustinerkloster Germershausen vertreten waren.
Weitere Wallfahrten zu Maria in der Wiese sind die
- Kleine Wallfahrt: letzter Sonntag im März
- Frauenwallfahrt: 1. Sonntag im Mai
- Männerwallfahrt: 1. Sonntag im September

Das Gnadenbild Maria in der Wiese, eine sitzende Madonna, ist aus Holz geschnitzt. Maria hält das Zepter in der rechten Hand und das Jesuskind im linken Arm. Die Figur kann auf Mitte des 15. Jahrhunderts datiert werden. Sie war wohl zunächst eine Pietà und wurde später in den heutigen Zustand umgearbeitet. Die Statue wurde wohl schon in einer vor 1500 bestehenden Kapelle aufgestellt und verehrt. Bis 1876 war die Statue bekleidet. Von einer Wallfahrt im Mittelalter gibt es kein geschichtliches Zeugnis. Die erste Nachricht datiert aus einer Germershäuser Kirchenrechnung von 1678.

### Die Germershäuser Wallfahrtssage
„Vor alter Zeit sah eines abends ein Schäfer aus einem hohlen Weidenbaume ein helles Licht schimmern. Da seine Furcht größer war als seine Neugierde, wagte er nicht, näher zu treten. Als er am anderen Morgen bei Tagesgrauen seine Schäferhütte verließ, war sein erster Gang zu dem Baume. Und siehe, er fand darin ein Bildnis der Gottesmutter mit dem Jesukinde. An der Fundstelle wurde nun eine Kapelle erbaut und die Muttergottesstatue darin aufgestellt. Das Bild erfreute sich bald in der ganzen Umgebung großer Verehrung. Da aber der Kapellenplatz in einer niedrigen Wiese lag, so kam es vor, daß er bei eintretendem Hochwasser von der angeschwollenen Suhla dermaßen überschwemmt wurde, daß die Kapelle unter der Feuchtigkeit zu leiden hatte, infolgedessen faßten die Bewohner von Germershausen den Plan, auf einer höher gelegenen Stelle des Dorfes, der noch heute “Kirchberg” heißt, eine neue, größere und schönere Kapelle zu erbauen. Man fing an, Steine und Holz auf die für den Neubau bestimmte Anhöhe zu fahren. Aber am anderen Morgen lag das Baumaterial wieder in der Niederung bei der alten Kapelle. Die Leute wunderten sich darüber und manche sprachen die Vermutung aus, daß ihnen wohl ein Schabernack gespielt worden sei. Es wurden deshalb Holz und Steine abermals auf die Anhöhe geschafft. Jedoch am anderen Morgen lag alles wieder an der vorigen Stelle. Um nun hinter das Geheimnis zu kommen, wurden die Bausachen zum dritten Male auf die Anhöhe gebracht, und einige beherzte Männer entschlossen sich, während der Nacht auf dem Hügel sich zu verbergen und genau achtzugeben, was vor sich gehen würde. Der Mond stand hinter den Wolken und der ganze Himmel war trübe. Auf einmal hellte sich der Himmel auf, und der Mond schien klar und lieblich auf die Erde. Da schritt eine weißgekleidete Frauengestalt über den Bauplatz und befestigte an einem Steine eine Schnur. Dann schritt sie mit dem Bande in der Hand den Abhang hinunter, und alle Steine folgten dem ersten, wie wenn sie mit ihm verbunden wären. Die Frau begab sich bis zu der Stelle, wo das alte Kapellchen stand. Dann kehrte sie wieder um und holte in derselben Weise das Holz. Darauf verschwand sie. Voll Staunen hatten die Männer das Tun der holdseligen Erscheinung angesehen. Als nun die Ortsbewohner von dem seltsamen Vorgang hörten, beschlossen sie, die neue Kapelle an der von der Gottesmutter selbst bezeichneten Stelle zu errichten, was dann also gleich ausgeführt wurde.“